# Coleophora trifariella
Coleophora trifariella é uma espécie de mariposa do gênero Coleophora pertencente à família Coleophoridae.